# Talento attico

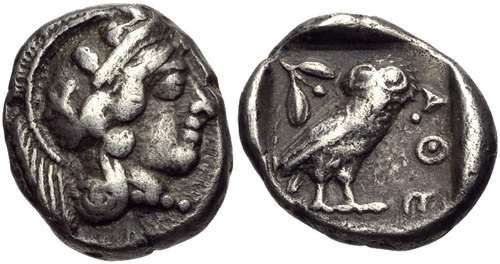
Dracma di argento di Atene, 454-404 a.C., del peso di 4,3 grammi. Un talento era pari a 6 000 dracme, l'equivalente di 25,80 kg di argento.

Il talento attico (un talento dell'Attica), anche noto come talento ateniese o talento greco (in greco antico: τάλαντον?, talanton), era un'antica unità di massa equivalente a 26 kg, nonché un'unità di valore uguale ad analoga quantità di argento puro. Un talento era originariamente destinato ad essere la massa di acqua necessaria per riempire un'anfora (un piede cubico). Al prezzo di $1001/kg (2012), un talento d'argento valeva $26.030. Era equivalente a 60 mine, 6000 dracme o 36000 oboli.
Durante la guerra del Peloponneso, un equipaggio di una trireme di 200 vogatori veniva pagato un talento per un mese di lavoro, una dracma (4,3 grammi di argento) per vogatore al giorno. Secondo i salari in vigore nel 377 a.C., un talento era il valore di nove anni di lavoro di un operaio qualificato. Ciò corrispondeva a 2340 giorni lavorativi o a 11,1 grammi di argento per lavoratore e per giorno.
Nel 1800, un artigiano delle costruzioni, in Europa, aveva uno stipendio medio di 11,9 grammi di argento al giorno, o circa $0.49 al giorno. Attualizzando il valore con l'inflazione, corrisponderebbe a $6 al giorno nel 2007. Ipotizzando che un lavoratore europeo nel 1800 avesse la stessa produttività di un operaio della Grecia antica, il potere d'acquisto di un talento in tempi antichi era di circa $ 20000 dei primi anni del XXI secolo. La plausibilità di questo calcolo è confermata dal fatto che un talento d'argento valeva 1.081 dollari nel 1800, equivalenti a 13000 dollari dopo l'adeguamento all'inflazione.